# Syria Planum
Il Syria Planum è una struttura geologica della superficie di Marte.